# Nina van Huissteden
Nina van Huissteden (Utrecht, 13 november 1979) is een Nederlands softballer.
Van Huissteden kwam uit voor de verenigingen UVV uit Utrecht en HCAW te Bussum en speelt tegenwoordig voor Terrasvogels te Santpoort waar ze ook al eerder voor uitkwam. Ze is achtervanger en derde honkvrouw en slaat en gooit rechtshandig. Van Huissteden maakte deel uit van de voorlopige selectie van het Olympische team dat deelnam aan de zomerspelen van 2008 te Peking maar haalde de eindselectie niet. Ze is lid van het Nederlands damessoftbalteam sinds 2001 en heeft tot op heden 76 interlands gespeeld. In 1998 was Van Huissteden de Most Valuable Player tijdens het Europees Kampioenschap bij Jong Oranje, waar ook de titel werd gewonnen. In 2002 won zij de Egbert van der Sluis Memorial Trophy (Best Dutch International under 23), in 2003 - Was ze de best Infielder tijdens de CupWinners Cup, in 2004 de best Hitter (slagvrouw), tijdens de CupWinners Cup en in In 2006 werd ze tijdens de Europese Kampioenschappen uitgeroepen tot Meest Waardevolle Speler.  
Van Huissteden werkte van 2006 tot 2018 als leraar en teammanager fysiotherapie, bij de hogeschool van Amsterdam. Daarna als stafhoofd Onderwijs en Onderzoek bij de faculteit Techniek, bij de hogeschool van Amsterdam en is als zelfstandige werkzaam als onderwijskundige.